# Lipa, Bihać
Lipa je naselje v občini Bihać, Bosna in Hercegovina. 

## Deli naselja
Begovac, Bujadnice, Dolovi, Kućišta, Kulina, Lipa, Mandići in Potkrš.

## Prebivalstvo
| Pregled števila prebivalcev po letih | Pregled števila prebivalcev po letih | Pregled števila prebivalcev po letih | Pregled števila prebivalcev po letih | Pregled števila prebivalcev po letih | Pregled števila prebivalcev po letih |
| ------------------------------------ | ------------------------------------ | ------------------------------------ | ------------------------------------ | ------------------------------------ | ------------------------------------ |
| 1948                                 | 1953                                 | 1961                                 | 1971                                 | 1981                                 | 1991                                 |
| -                                    | -                                    | -                                    | 181                                  | 105                                  | 72                                   |

| Narodna sestava prebivalstva po letih                                                                                      | Narodna sestava prebivalstva po letih                                                                                     | Narodna sestava prebivalstva po letih                                                                                    |
| --- | --- | --- |
| 1971 | 1981 | 1991 |
| . skupaj: 181 Srbi 175 (96,68 %) Hrvati 1 (0,55 %) Muslimani 0 (0,00 %) Jugoslovani 0 (0,00 %) drugi in neznano 5 (2,76 %) | . skupaj: 105 Srbi 97 (92,38 %) Hrvati 1 (0,95 %) Muslimani 0 (0,00 %) Jugoslovani 7 (6,66 %) drugi in neznano 0 (0,00 %) | . skupaj: 72 Srbi 68 (94,44 %) Hrvati 1 (1,38 %) Muslimani 0 (0,00 %) Jugoslovani 1 (1,38 %) drugi in neznano 2 (2,77 %) |